# Partzerpert
Partzerpert (Alto castello) scritto anche Bartzerberd o Bartzerbert era una fortezza che si trovava tra i monti della Cilicia, un giorno di marcia a nord-ovest della città di Sis (attuale Kozan), su un tributario dell'alto corso del fiume Pyramus o Jibun (attuale Ceyhan).
Ebbe grande importanza nella storia del Regno armeno di Cilicia.